# Fajozes
Fajozes é uma povoação portuguesa sede da Freguesia de Fajozes do Município de Vila do Conde, freguesia com 5,96 km² de área e 1637 habitantes (censo de 2021) tendo, por isso, uma densidade populacional de 274,7 hab./km².

## Demografia
A população registada nos censos foi:
| Distribuição da População por Grupos Etários | Distribuição da População por Grupos Etários | Distribuição da População por Grupos Etários | Distribuição da População por Grupos Etários | Distribuição da População por Grupos Etários |
| -------------------------------------------- | -------------------------------------------- | -------------------------------------------- | -------------------------------------------- | -------------------------------------------- |
| Ano                                          | 0-14 Anos                                    | 15-24 Anos                                   | 25-64 Anos                                   | > 65 Anos                                    |
| 2001                                         | 240                                          | 195                                          | 830                                          | 202                                          |
| 2011                                         | 208                                          | 162                                          | 809                                          | 246                                          |
| 2021                                         | 209                                          | 165                                          | 898                                          | 365                                          |

## Geografia
Fajozes é uma freguesia situada na região de Entre Douro e Minho, Distrito do Porto, Município de Vila do Conde. É actualmente limitada, a norte, pelas freguesias de Árvore e Macieira da Maia, a este, pelas freguesias de Vairão e Gião, a sul, pela freguesia de Modivas e, a oeste, pela freguesia de Mindelo. Dista 5 km da sede do Município, Vila do Conde, 15 km do Porto e 330 km de Lisboa.
O seu relevo não é caracterizado por nenhum acidente geográfico de grande relevância, sendo uma superfície relativamente plana, consequência da sua proximidade da orla marítima.

### Lugares
| - Almas - Alvite - Beche - Bouças Abertas - Campa - Casal - Casal Mau - Casaltem - Castelões - Cruzeiro |  | - Estrada Nova - Fonte - Gândara - Guilhão - Igreja - Meiral - Moita - Montes de Baixo - Souto das Póvoas |  | - Quintã - Real - Regadas - Rendo - Saltão - Sarinhães - Silveira - Tourão |

### Praia de Fajozes
Faz parte de Fajozes um estreita faixa de terra que se estica até ao mar. Este terrenos são presentemente tidos como pertencentes a Mindelo, mas tendo em conta razões históricas esta faixa de terra devia fazer parte da freguesia de Fajozes.

## História
O documento mais antigo que se conhece no qual é referido Fajozes data de Julho de 1069. Neste é referida a venda de uma propriedade existente em Mindelo que tem como limites a "villa Sancto Pedro", que é uma referência à freguesia, dado que o seu nome completo é São Pedro de Fajozes. O nome Fajozes só fará sua primeira aparição num documento de Dezembro de 1110, no qual aparece grafado como Faioces.

### Etimologia
O nome é único no vocabulário toponímico português, sendo também pouco comum a sua terminação "ozes". Pela proximidade fonética, uma hipótese que é frequentemente apontada indica que a origem do topónimo poderá ser feijão, através do latim faseolus. Contudo, o feijão é uma espécie do Novo Mundo e portanto inexistente na Europa antes de 1492, o próprio nome faseolus não existia em Latim. Por outro lado, analisando referências ao nome da freguesia em textos antigos (e.g: Fagioses, Fagozes, Faiozes, Fahiozes) podemos nos inclinar para uma origem mais próxima à raiz latina fagus, que corresponde à actual Faia.
Outra hipótese refere Fajozes como tendo origem no plural de fajó, que por sua vez seria um diminutivo de Fajã. O termo Fajã é usado para descrever um terreno plano cultivável situado à beira-mar, descrição que se adequa à geografia e história da freguesia.

## Economia

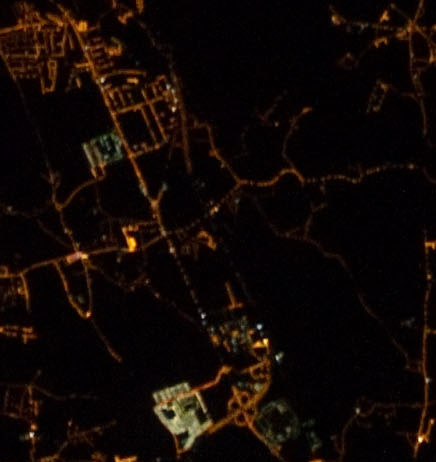
Imagem de Satélite da freguesia de Fajozes à noite.

## Sociedade e Educação
- Associação Cultural e Desportiva de Fajozes
- Associação de Solidariedade Social O Tecto
- Escola Primária de Fajozes

## Património Edificado
- Cruzeiro de Fajozes
- Igreja de São Pedro de Fajozes